# Fenestrulina joannae
Fenestrulina joannae is een mosdiertjessoort uit de familie van de Microporellidae. De wetenschappelijke naam van de soort is voor het eerst geldig gepubliceerd in 1902 door Calvet.